# Augustus Pablo
Augustus Pablo, pseudonimo di Horace Swaby (St. Andrew, 21 giugno 1953 – Kingston, 18 maggio 1999), è stato un musicista e produttore discografico giamaicano di musica reggae e dub.

## Biografia

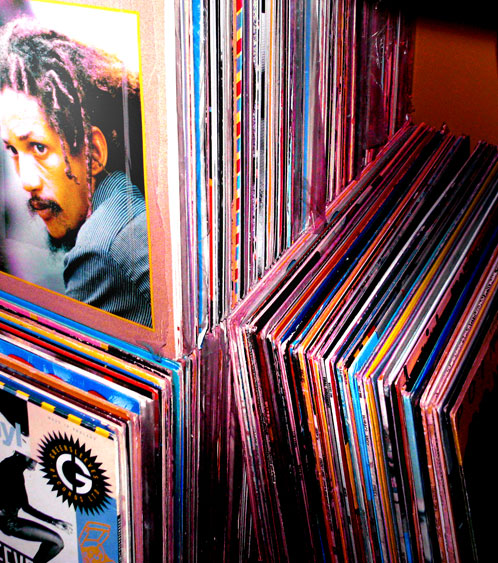
Vinili reggae, con in evidenza la copertina di "Earth Rightful Ruler" di Augustus Pablo

Nasce a St. Andrew, cresce nella classe media del distretto di Havendale, a Kingston.
È a scuola (al Kingston College School di Kingston) dove scopre e inizia a suonare l'organo. Tra i suoi amici c'è Clive Chin, la cui famiglia possiede uno dei negozi di dischi più importanti di Kingston; il "clan" dei Chin include anche il produttore Herman Chin Loy, un cugino di Leslie Kong, anch'esso produttore, il cui studio (e negozio di dischi) si chiama Aquarius.
Suona sin da giovane numerosi strumenti: il pianoforte, l'organo, lo xilofono, il sintetizzatore, il clavinet, ma lega il suo nome soprattutto alla melodica, lo strumento fino ad allora usato soprattutto per insegnare la musica ai ragazzi, nelle sue mani diventa un mezzo per elevare lo spirito verso la religione rasta, da lui praticata sin dalla giovane età, e suo strumento prediletto da quando un giorno nel 1969, fa un'audizione proprio all'Aquarius studio di Herman Chin-Loy e immediatamente, il giorno successivo, incide il suo primo brano, Iggy Iggy, nello studio di registrazione Randy's (di Clive Chin).
È lo stesso produttore, Clive Chin, che gli dà il soprannome di Augustus Pablo, pseudonimo jolly fino ad allora usato da Chin per nominare gli esecutori dei suoi brani: il successo del primo brano è tale che decide di lasciarlo a Pablo.
Il successivo singolo è Java del 1972 ed è uno dei più grandi successi di Augustus Pablo e uno dei primi pezzi, insieme a East of the River Nile in cui Pablo da un'impronta così caratterizzante al suo stile musicale da ricevere immediatamente un nome: Far East sound (il suono dell'estremo oriente), in cui è molto marcata l'enfasi sugli accordi in tonalità minore e grooves "esotici".
Nel 1973 Clive Chin produce l'album Java Java Dub; l'album, mixato da Errol "ET" Thomspon e costruito intorno alla fortunata canzone di Pablo, è considerato uno dei primi album dub della storia.
In questo periodo Pablo lavora anche con molti altri importanti produttori giamaicani: Leonard Chin, Lee "Scratch" Perry, Augustus "Gussie" Clarke, Keith Hudson, Errol Thompson e Bunny Lee.
Dopo il 1972, insoddisfatto dagli accordi artistici e finanziari con i suoi produttori, Pablo crea le sue etichette discografiche Hot Stuff, Message, Pablo International e soprattutto Rockers (International), lo stesso nome del sound system lanciato dalla fine degli anni sessanta col fratello Garth (chiamato Rockers Hi-Fi).
Le prime produzioni per le sue etichette sono un misto di nuove versioni dei classici brani dell'etichetta Studio One (Skanking Easy, Frozen Dub) e di nuove composizioni.
Nel 1974, Clive Chin e un altro membro della famiglia, Pat Chin, sovrintendono alla registrazione del classico album di Pablo "This Is Augustus Pablo".
Del 1976 è l'album King Tubby Meets Rockers Uptown, da molti appassionati considerato uno dei migliori album dub di sempre: contiene le versioni dub di molti brani prodotti da Pablo, mixate dal leggendario King Tubby (AKA Osbourne Ruddock), l'ingegnere del suono a cui si deve l'invenzione della musica dub.
Pablo, oltre a produrre dischi con il proprio nome, produsse molti altri giovani talenti della musica giamaicana: Jacob Miller, Hugh Mundell, Junior Delgado, Delroy Williams, Norris Reid, Ricky Grant, Yami Bolo, Earl Sixteen e il gruppo Tetrack, e suonò come turnista, soprattutto come organista e pianista, in moltissimi dischi reggae/dub del periodo compreso tra la fine degli anni settanta e l'inizio degli anni ottanta.
Il disco East of the River Nile del 1977 è un album strumentale, registrato ai mitici Black Ark Studios di Kingston, gli studi di registrazione di Lee "Scratch" Perry, considerato il suo miglior album strumentale e tra i migliori album dub di tutti i tempi.
Muore a soli 46 anni nel maggio del 1999 per una crisi polmonare.
Il suo negozio di dischi, gestito attualmente dal fratello Garth è il Rockers International Record Shop e si trova in Orange Street, a Kingston.

## Discografia

### Dischi di Augustus Pablo
- The Red Sea - Augustus Pablo & Friends (Aquarius 1973)
- This Is Augustus Pablo (Tropical/Kaya 1974)
- Thriller (Tropical/Nationwide 1975)
- Ital Dub (Trojan 1975)
- King Tubby Meets Rockers Uptown (Yard/Clocktower 1976)
- East of the River Nile (Message 1978)
- Africa Must Be Free By 1983 Dub (Greensleeves Records 1979)
- Dubbing In A Africa (AKA Thriller) (Abraham 1979)
- Earth Rightful Ruler (Message 1982)
- Rockers Meet King Tubby In A Fire House (Shanachie 1982)
- King David's Melody (Alligator 1983)
- Rising Sun (Greensleeves Records 1986)
- Rockers Comes East (Greensleeves Records 1987)
- East Man Dub (Greensleeves Records 1988)
- Rockers Comes East (Greensleeves Records 1988)
- Blowing With The Wind (Greensleeves Records 1990)
- Live in Tokio Japan (Rockers 1991)
- One Step Dub (Rockers International 1991)
- Heartical Chant (Rockers International 1992)
- Pablo And Friends (RAS 1992)
- King Selassie I Calling (Message 1996)
- Raiders Dub (Yard 1996)
- Valley Of Jesosaphat (Ras 1999)
- Dub Reggae & Roots From The Melodica King (Ocho 2000)

### Compilations prodotte da Augustus Pablo
- VV.AA. - Original Rockers (Greensleeves Records 1979)
- VV.AA. - Rockers International (Message 1980)
- VV.AA. - Classic Rockers (Mango 1987)
- VV.AA. - Rockers Showcase Vol. 3 (Rockers 1987)
- VV.AA. - Classic Rockers 2 (Rockers International 1989)
- VV.AA. - Original Rockers 2 (Greensleeves Records 1989)
- VV.AA. - Rockers Story (RAS 1989)
- VV.AA. - Cultural Showcase (Rockers 1990)
- VV.AA. - Cultural Showcase 2 (Rockers)
- Augustus Pablo - Authentic Golden Melodies (Rockers International 1992)
- VV.AA. - Rockers International 2 (Greensleeves Records 1992)
- VV.AA. - Rockers International Showcase (Rockers International 1993)
- VV.AA. - Augustus Pablo Presents DJs From 70s To 80s (Big Cat 1997)